# NGC 3247
NGC 3247 je otvoreni skup u zviježđu Kobilici.

## Vanjske poveznice
- (eng.) SEDS: NGC 3247
- (eng.) Revidirani Novi opći katalog
- (eng.) Izvangalaktička baza podataka NASA-e i IPAC-a
- (eng.) Astronomska baza podataka SIMBAD
- (eng.) VizieR